# NK Borac Banovci
NK Borac Banovci je nogometni klub iz Banovaca.
Trenutačno se natječe u 2. ŽNL Vukovarsko-srijemskoj NS Vinkovci. Veterani se natječu u Nogometnoj ligi ZVO-a.
Boje kluba su crvena i bijela.

## Povijest
Klub su 1940. godine osnovali lokalni entuzijasti.
Godine 2002. ponovno se reaktivirao u natjecanjima u Republici Hrvatskoj. Svoju prvu sezonu (2002./03.) u 3. ŽNL Vukovarsko-srijemskoj Grupa B završio je na 6. mjestu. Do sezone 2013./14. natjecao se u najnižem rangu (3. ŽNL Vukovarsko-srijemska NS Vinkovci), kada je osvojio 2. mjesto i kao takav prešao u viši rang (2. ŽNL Vukovarsko-srijemska NS Vinkovci). U debitantskoj sezoni (2014./15.) u 2. ŽNL, zauzeo je pretposljednje 11. mjesto i ispao u 3. ŽNL.

### Uspjesi kluba kroz povijest
| Sezona                              | Natjecanje                                         | Plasman            |
| ----------------------------------- | -------------------------------------------------- | ------------------ |
| 1946.                               | Kotarska nogometna liga Vinkovci Grupno natjecanje | nepoznat plasman   |
| 1950.                               | Kotarska nogometna liga Vinkovci Jedinstvena grupa | nepoznat plasman   |
| 1951.                               | Kotarska nogometna liga Vinkovci Jedinstvena grupa | nepoznat plasman   |
| 1964./65.                           | Grupno prvenstvo NP Vinkovci                       | 1. mjesto          |
| 1966./67.                           | Podsavezna nogometna liga NP Vinkovci              | 12. mjesto         |
| 1967./68.                           | Grupno prvenstvo NP Vinkovci Grupa II              | 4. mjesto          |
| 1968./69.                           | Grupno prvenstvo NP Vinkovci Grupa II              |                    |
| 1969./70.                           | Grupno prvenstvo NP Vinkovci Grupa II              |                    |
| 1970./71.                           | Grupno prvenstvo NP Vinkovci Grupa II              | 2. mjesto          |
| 1971./72.                           | Grupno prvenstvo NP Vinkovci Grupa II              | 3. mjesto          |
| 1972./73.                           | Grupno prvenstvo NP Vinkovci Grupa I               |                    |
| 1973./74.                           | Grupno prvenstvo NP Vinkovci Grupa II              |                    |
| 1974./75.                           | Grupno prvenstvo NP Vinkovci Grupa II              |                    |
| 1975./76.                           | Grupno prvenstvo NP Vinkovci Grupa II              |                    |
| 1976./77.                           | Grupno prvenstvo NP Vinkovci Grupa II              | 4. mjesto          |
| 1977./78.                           | Grupno prvenstvo ONS Vinkovci Grupa II             | 10. mjesto         |
| 1978./79.                           | Grupno prvenstvo ONS Vinkovci Grupa II             |                    |
| 1979./80.                           | Grupno prvenstvo ONS Vinkovci Grupa II             | 1. mjesto          |
| 1980./81.                           | Općinska nogometna liga Vinkovci                   | 13. mjesto         |
| 1981./82.                           | Općinska nogometna liga Vinkovci                   | 9. mjesto          |
| 1982./83.                           | Općinska nogometna liga Vinkovci                   |                    |
| 1983./84.                           | Općinska nogometna liga Vinkovci                   | 8. mjesto          |
| 1984./85.                           | Općinska nogometna liga Vinkovci                   | 2. mjesto          |
| 1985./86.                           | Općinska nogometna liga Vinkovci                   | 3. mjesto          |
| 1986./87.                           | Općinska nogometna liga Vinkovci                   | 13. mjesto         |
| 1987./88.                           | 2. općinska nogometna liga Vinkovci                | 1. mjesto          |
| 1988./89.                           | 1. općinska nogometna liga Vinkovci                |                    |
| 1989./90.                           | 1. općinska nogometna liga Vinkovci                |                    |
| 1991./92.                           | klub nije djelovao                                 | klub nije djelovao |
| 1992. – 1998. Prvenstvo RSK         |                                                    |                    |
| 1998. – 2002. klub se nije natjecao |                                                    |                    |
| 2002./03.                           | 3. ŽNL Vukovarsko-srijemska Grupa B                | 6. mjesto          |
| 2003./04.                           | 3. ŽNL Vukovarsko-srijemska Grupa B                |                    |
| 2004./05.                           | 3. ŽNL Vukovarsko-srijemska Grupa B                |                    |
| 2005./06.                           | 3. ŽNL Vukovarsko-srijemska Grupa B                | 7. mjesto          |
| 2006./07.                           | 3. ŽNL Vukovarsko-srijemska NS Vinkovci            | 5. mjesto          |
| 2007./08.                           | 3. ŽNL Vukovarsko-srijemska NS Vinkovci            | 5. mjesto          |
| 2008./09.                           | 3. ŽNL Vukovarsko-srijemska NS Vinkovci            | 7. mjesto          |
| 2009./10.                           | 3. ŽNL Vukovarsko-srijemska NS Vinkovci            | 3. mjesto          |
| 2010./11.                           | 3. ŽNL Vukovarsko-srijemska NS Vinkovci            | 8. mjesto          |
| 2011./12.                           | 3. ŽNL Vukovarsko-srijemska NS Vinkovci            | 4. mjesto          |
| 2012./13.                           | 3. ŽNL Vukovarsko-srijemska NS Vinkovci            | 2. mjesto          |
| 2013./14.                           | 3. ŽNL Vukovarsko-srijemska NS Vinkovci            | 2. mjesto          |
| 2014./15.                           | 2. ŽNL Vukovarsko-srijemska NS Vinkovci            | 11. mjesto         |
| 2015./16.                           | 3. ŽNL Vukovarsko-srijemska NS Vinkovci            | 3. mjesto          |
| 2016./17.                           | 3. ŽNL Vukovarsko-srijemska NS Vinkovci            | 2. mjesto          |
| 2017./18.                           | 3. ŽNL Vukovarsko-srijemska NS Vinkovci            |                    |

## Ostalo
Od 2014. godine, krajem lipnja se u organizaciji kluba održavao memorijalni turnir veterana "Nedeljko Slovaković-Kurta" u čast umrlog igrača, a kasnije je zbog financijskih poteškoća to promijenjemo u odigravanje prijateljske memorijalne utakmice seniorskih momčadi.